# Spedizione nel Sulawesi meridionale
La spedizione nel Sulawesi meridionale, che include anche la terza guerra di Bone e la guerra di Gowa, fu una spedizione militare condotta dall'esercito della Compagnia olandese delle Indie orientali contro gli Stati del Sulawesi meridionale coalizzati tra loro per opporsi alle forze olandesi. Secondo alcuni storici olandesi, la spedizione da parte degli olandesi fu quasi "obbligata" dalla necessità di mantenere l'ordine e la legge nell'area dalla potenza più importante che erano appunto gli olandesi, ma in realtà il controllo del Sulawesi meridionale era la chiave per controllare il cosiddetto Grande Est. I motivi della spedizione erano anche economici: l'estensione della tassazione degli olandesi anche a queste aree avrebbe permesso ai Paesi Bassi di incrementare le loro rendite. La spedizione ricevette la conferma del governatore del Sulawesi, Alexander Kroesen, con una lettera datata 11 febbraio 1904.
I principali obbiettivi della spedizione erano alcuni tra gli Stati più potenti del Sulawesi meridionale come Bone, Luwu e Wajo. La spedizione venne preceduta da alcuni negoziati fallimentari e per questo, il 14 luglio 1905, in una lettera al governatore Kroesen, il governatore generale J. B. van Heutsz decretò la propria intenzione di occupare l'intera area del Sulawesi meridionale, costringendo i regnanti locali a siglare una dichiarazione di sottomissione.

## La terza guerra di Bone
Il 18 luglio 1905, 25 navi da guerra olandesi e un trasporto ancorarono a 5 km da Bajoe. Il giorno successivo, un convoglio salpò verso la Baia di Bone per consegnare una lettera contenente le richieste degli olandesi a La Pawawoi Karaeng Segeri, re di Bone. Gli olandesi chiedevano al sovrano locale di cedere al governo coloniale il controllo dei porti di Bajoe e Pallima, ricevendo come compensazione i diritti sulle tasse d'importazione ed esportazione di tutte le merci che sarebbero transitate da tali porti. Il re ebbe ventiquattro ore per rispondere. Su indicazioni del governatore, il corriere incontrò il re a Ujung Padang il 21 luglio. Il sovrano rifiutò le richieste degli olandesi.
La Pawawoi nominò suo figlio, Baso Abdul Hamid, comandante in capo delle sue forze e ordinò una mobilitazione generale in tutto il regno. Egli quindi ottenne il giuramento di fedeltà richiesto ai suoi comandanti regionali e si apprestò a preparare le difese dove pensava che gli olandesi sarebbero sbarcati. Gli olandesi sbarcarono a Ujung Pattiro, un estuario del fiume Cenrana, il 20 luglio. Molti preminenti comandanti militari di Bone caddero in battaglia e le forze locali vennero costrette a ritirarsi verso Bajoe, luogo che venne attaccato dagli olandesi il 27 luglio. Bajoe era il centro della resistenza di Bone, ma cadde di fronte alle forze nemiche e il re dovette rifugiarsi dapprima a Passempe, poi a Citta e infine a Gunung Awo, nella terra dei Toraja. Baso Abdul Hamid venne ucciso in azione il 18 novembre. Lo stato di Bone venne interamente occupato dagli olandesi il 30 luglio.
Dopo la morte del figlio, La Pawawoi offrì i termini della resa agli olandesi. Catturato, venne esiliato a Bandung il 14 dicembre e vi morì nel 1911.

## La guerra di Gowa
Il 15 ottobre 1905, il governatore del Sulawesi inviò una lettera al re di Gowa, I Makkulau Karaeng Lembagaparang, invitandolo a negoziare presso Ujung Pandang. La lettera era accompagnata da un ultimatum che gli consentiva di rispondere entro il 18 ottobre, pena l'assedio di Gowa. Le fortezze di gowane di Balangnipa, Camba, Pangkajene e Galesong, vennero per tutta risposta fortificate per resistere agli olandesi.
Le forze olandesi del governatore Kroesen si avvicinarono quindi al palazzo di Jongaya e chiesero al sovrano di Gowa la sottomissione al governo olandese, ma questi fuggì invece nelle montagne circostanti con tutta la sua corte e col tesoro reale, nella speranza di condurre gli olandesi a battagliare su un terreno per loro sfavorevole. Il 20 ottobre gli olandesi infine attaccarono Gunungsari e Lakiung. La famiglia reale si recò a Limbung. Il figlio del sovrano, I Pangsuriseng Arung Allita, e suo fratello, I Mangimangi Karaeng Bontonompo, si recarono quindi verso il regno di Barus, mentre un altro figlio, I Mappanyukki Datu Suppa, si recò presso i Toraja.
Il 18 dicembre, credendo che il re di Gowa si trovasse a Barus, gli olandesi inviarono una delegazione per riaprire i negoziati con lui, ma il re si era già spostato nella regione di Alitta del regno di Sawitto. Il 21 dicembre, gli olandesi assediarono la fortezza di Alitta, uccidendo tutti i gowani che vi si trovavano, incluso I Pangsuriseng, e catturando il ferito I Mangimangi. Il re riuscì a fuggire verso Sidenreng. Circondato a Warue, riuscì a fuggire ma durante la sua fuga cadde in un burrone e morì. I suoi resti vennero scoperti dagli olandesi e vennero riportati a Jongaya per una degna sepoltura.
Dopo la morte di I Makkulau, I Mappanyukki rimase col grosso delle sue forze tra i Toraja. Dopo quindici mesi di resistenza, venne convinto dal suocero La Parenrengi Karaeng Tinggimae a chiedere la pace con gli olandesi. Iniziarono quindi dei negoziati tramite il residente a Pare-Pare, ma prima del raggiungimento di un accordo il principe venne catturato ed esiliato coi suoi fedelissimi all'isola di Selayang. Gli venne permesso di fare ritorno nel 1908 quando suo zio, I Mangimangi, venne esiliato a Bima.

## Conseguenze

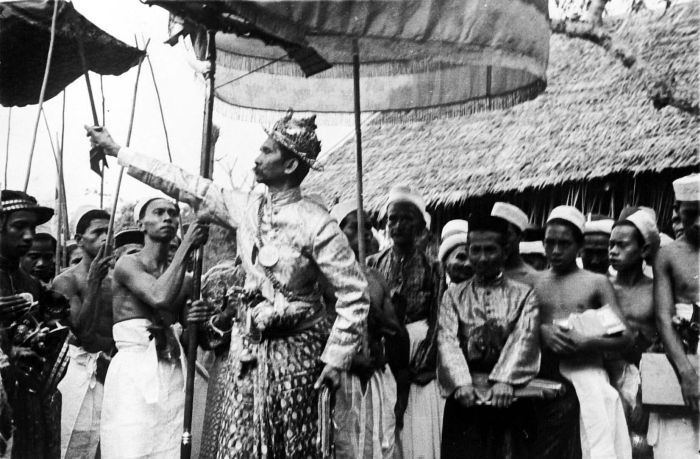
I Mangimangi come re di Gowa

Gowa e Bone vennero annessi al governo olandese di Sulawesi. Nel 1911 quest'area venne suddivisa in sette province: Makassar, Bantaeng, Bone, Pare-Pare, Luwu, Mandar e Buton, ciascuna con un proprio residente.
Con la cattura o l'esilio di tutti i membri della famiglia reale di Gowa, gli olandesi presero possesso del tesoro reale, inclusa la spada chiamata Sundanga e una catena d'oro chiamata Tanisamang. Lo stendardo reale, detto Bate Salapanga, venne pure sequestrato. Gran parte del tesoro recuperato venne donato al Bataviaasch Genootschap, oggi Museo Nazionale dell'Indonesia, mentre molte armi e gioielli vennero inviate nei Paesi Bassi e sono oggi depositate presso il Museo di Etnologia di Leida. Parte del bottino catturato durante la campagna del 1905 venne in seguito restituito ai discendenti dei membri delle famiglie reali di Bone e Gowa che ancora oggi lo detengono.